# Everything Connected
Everything Connected è un singolo del musicista britannico Jon Hopkins, pubblicato il 25 aprile 2018 come secondo estratto dal quinto album in studio Singularity.

## Descrizione
Quarta traccia dell'album, il brano è stato descritto dal musicista come «il picco energico dell'album», nonché il «ponte tra i due lati dell'album: quello ritmico e quello riflessivo», e affonda le sue radici già nel 2010, quando lo stesso Hopkins era solito suonarla nei suoi DJ set sotto il nome di Halo.

## Video musicale
Il videoclip, diretto da Alex Grigg, è stato pubblicato in concomitanza con il lancio del singolo e mostra delle forme di energia evolversi progressivamente in una creatura marina.

## Tracce
Download digitale, CD promozionale (Regno Unito)
1. Everything Connected (Edit) – 5:52
2. Everything Connected – 10:30

Download digitale – remix
1. Everything Connected (Stephan Hinz Remix) – 7:47

## Formazione
Musicisti
- Jon Hopkins – pianoforte, campionatore, programmazione
- Emma Smith – strumenti ad arco
- Jon Thorne – contrabbasso
- Sasha Lewis – sound design e programmazione aggiuntivi

Produzione
- Jon Hopkins – produzione, ingegneria del suono, missaggio
- Cherif Hashizume – missaggio, ingegneria del suono aggiuntiva
- Rik Simpson – programmazione e missaggio aggiuntivi